# Longueville, Sydney
Longueville är en förort till Sydney i Australien. Den ligger i kommunen Lane Cove och delstaten New South Wales. Antalet invånare var 2 060 vid folkräkningen 2016.
Genomsnittlig årsnederbörd är 1 380 millimeter. Den regnigaste månaden är februari, med i genomsnitt 200 mm nederbörd, och den torraste är juli, med 36 mm nederbörd.